# Bergara
 (février 2023).
La mise en forme du texte ne suit pas les recommandations de Wikipédia : il faut le « wikifier ».
Les points d'amélioration suivants sont les cas les plus fréquents. Le détail des points à revoir est peut-être précisé sur la page de discussion.
- Les titres sont pré-formatés par le logiciel. Ils ne sont ni en capitales, ni en gras.
- Le texte ne doit pas être écrit en capitales (les noms de famille non plus), ni en gras, ni en italique, ni en « petit »…
- Le gras n'est utilisé que pour surligner le titre de l'article dans l'introduction, une seule fois.
- L'italique est rarement utilisé : mots en langue étrangère, titres d'œuvres, noms de bateaux, etc.
- Les citations ne sont pas en italique mais en corps de texte normal. Elles sont entourées par des guillemets français : « et ».
- Les listes à puces sont à éviter, des paragraphes rédigés étant largement préférés. Les tableaux sont à réserver à la présentation de données structurées (résultats, etc.).
- Les appels de note de bas de page (petits chiffres en exposant, introduits par l'outil «  Source ») sont à placer entre la fin de phrase et le point final[comme ça].
- Les liens internes (vers d'autres articles de Wikipédia) sont à choisir avec parcimonie. Créez des liens vers des articles approfondissant le sujet. Les termes génériques sans rapport avec le sujet sont à éviter, ainsi que les répétitions de liens vers un même terme.
- Les liens externes sont à placer uniquement dans une section « Liens externes », à la fin de l'article. Ces liens sont à choisir avec parcimonie suivant les règles définies. Si un lien sert de source à l'article, son insertion dans le texte est à faire par les notes de bas de page.
- La présentation des références doit suivre les conventions bibliographiques. Il est recommandé d'utiliser les modèles {{Ouvrage}}, {{Chapitre}}, {{Article}}, {{Lien web}} et/ou {{Bibliographie}}. Le mode d'édition visuel peut mettre en forme automatiquement les références.
- Insérer une infobox (cadre d'informations à droite) n'est pas obligatoire pour parachever la mise en page.

Pour une aide détaillée, merci de consulter Aide:Wikification.
Si vous pensez que ces points ont été résolus, vous pouvez retirer ce bandeau et améliorer la mise en forme d'un autre article.
Bergara (en basque et officiellement) ou Vergara (en espagnol) est une commune du Guipuscoa dans la Pays basque en Espagne. Elle fait partie de la comarque de la Debagoiena.

## Géographie
Bergara a été historiquement la capitale de Debagoiena, se situant sur le carrefour des routes entre la côte cantabrique par laquelle on exportait la laine, et les routes qui entraient dans le Gipuzkoa, par Oñati, Elgeta et Zumarraga et en Bizkaia (Biscaye) par Elorrio, favorisant sa croissance et sa richesse économique. Avec l'arrivée des industries à la fin des XIXe siècle et début du XXe siècle, Bergara se convertit en un centre industriel axé sur l'industrie du textile et de la métallurgie. La production de textile sera très importante et a été caractérisée par le "mahón" qu'on appellera le « bleu Bergara ».

## Quartiers

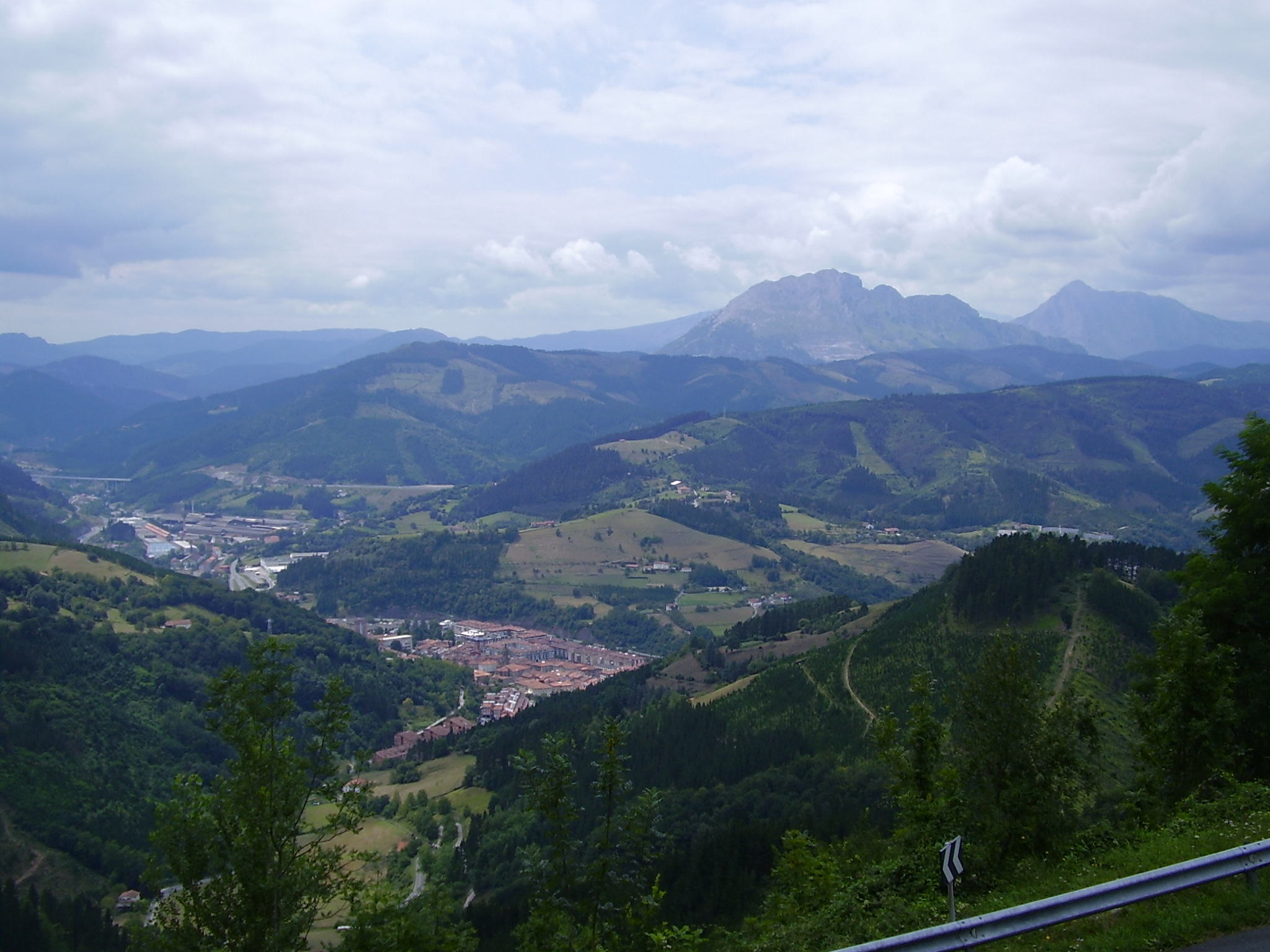
Vue générale de Bergara.

La ville de Bergara est composée, en plus du centre urbain ou Alde Zaharra, de plusieurs villages ruraux (elizate) avec diverses identités propres, certains d'entre eux ayant eu une indépendance municipale jusqu'à ce qu'ils soient intégrés à Bergara.
Ces villages ou quartiers sont:
| - Agirre - Aldaiegia - Angiozar - Aranerreka - Aritzeta-San Migel - Basalgo - Buruñao - Elorregi | - Elosua - Goiauzoa - Murinondo - Osintxu - Sanantonabat - San Juan - Ubera |  |

## Histoire
Des monuments mégalithiques ont été trouvés sur le territoire municipal et attestent que les terres de Bergara ont été habitées durant la Préhistoire. Les restes archéologiques sont des dolmens et tumulus qui se situent sur les hauteurs de Udala-Intxortas et Elosua-Placencia (Karakate). Ils ont été étudiés dans les années 1920 par José Miguel de Barandiarán, Telesforo de Aranzadi et Enrrique Eguren.
La première référence documentée de Bergara date de 1050. Elle signale une donation par Sanche III de Navarre au monastère de San Juan de la Peñade de terres appartenant jusque-là au monastère San Miguel de Ariceta.

### Moyen Âge, fondation de la ville
En 1200, les terres du Gipuzkoa font partie de la Couronne de Castille alors que commence, à des fins commerciales, un processus de fondation de "villas[Lesquelles ?]" lesquelles borderont les routes unissant les côtes de Cantabrie au plateau de Castille. La vallée du fleuve Deba est le passage naturel entre la côte alavaise et le plateau intérieur de Castille, d'où s'exporte la laine des grands troupeaux castillans et anglais. La même vallée permet de faire venir le fer nécessaire aux forges. Dans ce contexte historique, Alphonse X de Castille fonde, dans le lieu connu sous le nom de San Pedro de Ariznoa, la ville de Villanueva de Vergara le 30 juillet 1268 et lui octroie le for de Vitoria. La forme de gouvernance est celle du Conseil[Lequel ?] ouvert. Il dit ceci :
Que habernos de facer una puebla en Vergara, e señaladamente en aquel logar que dicen Ariznoa; a que ponemos nombre Villanueva, e por facer bien e merced a los pobladores que agora son e seran daqui adelante, damosles e otorgamosles el fuero que han los de Vitoria.
Dans le but de servir la croissance de cette cité, à des fins commerciales et de défense, divers privilèges lui sont accordés. Le 27 mai 1273, le roi en personne octroie aux habitants de la ville, à Avila, le privilège de l'exemption de péché :
[…]que todos los hijosdalgo que hubiesen venido o viniesen a poblarla y ser vecinos de la misma, fuesen quitos de todo pecho, pedido enmienda y yantar.
Plus tard, le 20 mai 1344 à Séville, Alphonse XI de Castille, permet à des non résidents d'être considérés comme des habitants de la ville, tout en leur permettant de conserver leurs propriétés et résidences.
[…]que los hijosdalgo y labradores que moraban en algunos lugares de la comarca y quisiesen ser vecinos de la misma villa, manteniéndose en sus solares, gozasen el fuero de ésta, siendo juzgados por su alcalde. Esto debía, sin embargo, entenderse para el caso de que no hiciesen semejante vecindad por eximirse del pago de los pechos y derechos debidos al rey o a algún otro derecho.
Le 16 juin 1348, le bourg de Santa Marina de Oxirondo intègre Bergara à travers un accord de concorde en l'église de San Pedro ante Fortún Ortiz, écrivain de Arrasate et confirmé par Henri II de Castille à Burgos le 10 septembre 1373. Le bourg de Uzarraga s'unit aussi à la villa en 1391.
Pendant la guerre des bandes, ils prennent le parti des familles des Ozaeta et des Gabiria. Les rois catholiques approuvent les ordonnances pour la bonne gouvernance locale en 1490 mais la représentativité des différents dans la ville est une source de conflits qui a comme conséquence qu'en juillet 1497 on rédige une convention qui est signée par les rois catholiques.
En 1506, on approuve les ordonnances contre le for et, en 1518, celles qui régulent la reconstruction des maisons. La ville est déjà un noyau urbain ainsi que deux faubourgs, Videcuruceta et Masterreca.
On sait qu'en 1200, se trouvait un château sur le mont Elosua, près du site de l'église de Saint André.

### Ère moderne
Longtemps le commerce est le principal moteur économique de Bergara. Les trois marchés au blé hebdomadaires font venir beaucoup de gens des environs et offrent une excellente hospitalité. L'activité économique est complétée par une industrie sidérurgique menée par les nombreuses forges se trouvant sur le territoire municipal. Les combustibles (bois des forêts) et l'énergie (rivières) ainsi que le minerai de fer, apporté dans des barques jusqu'à Deba et en charrettes jusqu'à Bergara, servent à la production du fer et sa transformation en outils, en matériel agricole et en armes blanches (les coutelleries avaient leurs propres confréries).
La santé économique donna lieu à la construction de nombreux édifices (résidences de nobles , commerçants, fonctionnaires et religieux. Au XVIIe siècle, on construisit la mairie (casa consistorial), œuvre de Lucas de Longa; l'église Saint-Pierre (San Pedro) enrichie en 1626 par une sculpture offerte par Juan de Irazábal, comptable royal à Séville, du Christ de l'Agonie de Juan de Mesa; l'église Santa Marina, et l'agrandissement de la place par San Martín de Aguirre.
En 1629, Anzuola se sépare. Peu après le bourg d'Oxirondo tente de faire de même mais sans succès.

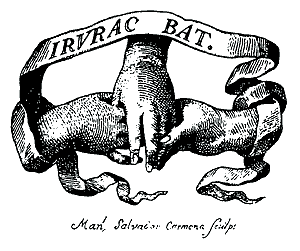
Emblème de l'Académie de la langue basque des amis du pays Irurac bat (Les trois, un).

Au XVIIIe siècle se produit un renforcement culturel, on crée l'« Académie de la langue basque des amis du pays » qui s'installera dans l'ancien collège de la Compagnie de Jésus qui avait été expulsée d'Espagne sur ordre de Charles III d'Espagne. C'est un centre où l'on met en pratique ses idées. Le centre fonctionne parfaitement et arrive à recevoir des professeurs d'université de chimie et minéralogie, de grands scientifiques comme Joseph Louis Proust ou Chavaneau. En 1783, les frères Juan José et Fausto Elhuyar y Zubice découvrent dans leur laboratoire le tungstène. En 1799, on fonde le collège féminin de la Compagnie de Marie.
Dans ce siècle, on transformera le chemin royal pour que les véhicules puissent circuler. Ce sera une voie de communication vers la France et l'Europe.
En 1718, les habitants de Bergara se rebellent contre une tentative de Philippe V de mettre des douanes. En 1766, ils se rangent aux côtés du roi.
Dans le contexte des guerres de la Convention, les troupes françaises occupèrent la ville en novembre 1794 d'où elles furent expulsées en décembre par une armée dirigée par Gabriel Mendizábal qui sera nommé héros d'Alba de Tormes.

### Ère contemporaine
Au XIXe siècle, Bergara est perturbé lors des guerres carlistes. Elle prit part aux deux premières où l'on arriva à se battre dans les rues. Le 31 août 1839, on signe à Bergara un traité de paix qui mettra fin à la première guerre carliste dans le nord. Ce traité a été signé par les généraux Rafael Maroto et Baldomero Espartero, lesquels s'embrassèrent et ce fait est connu comme "el abrazo de Vergara". Le lieu, qui s'appelait Aseurrunz-bide azpiko soluase vint à se nommer Campo del Abrazo ou Campo del Convenio.
Au milieu de ce même siècle, en 1846, on fonda l'Algodonera de San Antonio (cotonnière Saint-Antoine) qui démarrera l'industrie du textile qui s'est installée dans cette ville.
On appelle la ville «cabeza de partido judicial» et elle sera dotée de juges, prisons et écoles ainsi que d'un nouveau cimetière. On agrandira les allées et les places. Le 1er juillet 1888, le chemin de fer arrive à Bergara, la ligne Durango-Zumarraga, appartenant à la compagnie des chemins de fer basques. En 1918, la compagnie Anglo-Basco-Navarraise inaugura sa ligne Bergara–Vitoria rejoignant la précédente à la gare de Mekolalde.
Au début du XXe siècle et près de l'Unión Cerrajera située dans la ville voisine de Mondragón, on crée les hauts-fourneaux et avec eux, un nouveau quartier.
D'autre part, en décembre 1925, était sollicitée officiellement l'annexion de la vallée d'Anguiozar et du quartier d'Ubera. Les accords conclus et faisant loi, la mairie de Bergara, avec l'accord du 23 avril 1927, accepte l'intégration des conditions d'annexion, avec arrangements desquels également la mairie d'Egeta le 24 mars 1927, elle accepta et approuva la proposition de cette séparation d'Egeta et l'incorporation à Bergara.
Bergara tombera vite aux mains des fugitifs contre la légalité républicaine, en octobre 1936. La ville était complètement aux mains des troupes des frondeurs et ses industries tournaient en faveur de l'armée traitresse. Dans le propre noyau urbain de Bergara, se trouvaient les batteries de l'artillerie qui bombardaient le front d'Elgeta. Les quartiers d'Angiozar et Ubera se transformèrent en premières lignes de front durant tout l'hiver de 1936-1937.
Dans des années 1950/1960, se produisit un grand développement industriel qui attira l'augmentation de la population avec l'arrivée dans la ville des citadins provenant d'autres régions espagnoles. Ceci se traduisit par la construction des quartiers de Martokua, San Lorezo et Matxiategi. Les services se créèrent et s'amplifièrent; dans l'ancien séminaire est fondé le siège de l'université à distance.
À la fin du XXe siècle et au début du XXIe, la crise industrielle frappe de nouveau et des équipements de tous types se construisent en réutilisant les édifices déjà existants. On construit, dans le parc de Chatarra des hauts-fourneaux, une salle polyvalente et dans le palais Rotalde, la maison de la culture.

## Héraldique
|  | Les armes de Bergara se blasonnent ainsi : en campo verde las llaves de San Pedro cruzadas con una estrella encima de ellas y una media luna debajo. El conjunto descansa sobre una barreta, colgando de esta tres listones en oro con una ara sobre un campo rojo. |

## Patrimoine

### Patrimoine civil

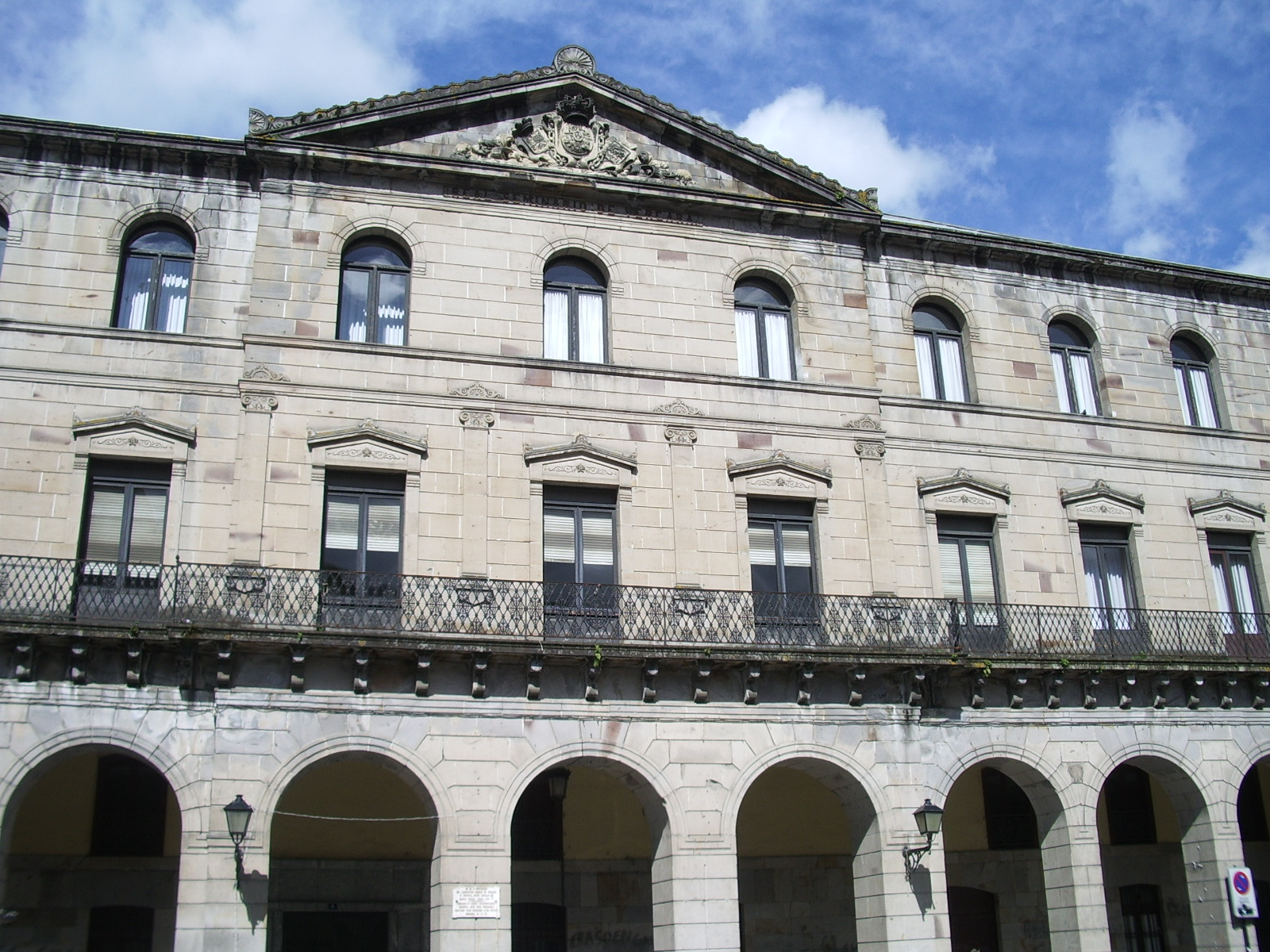
Mairie de Bergara
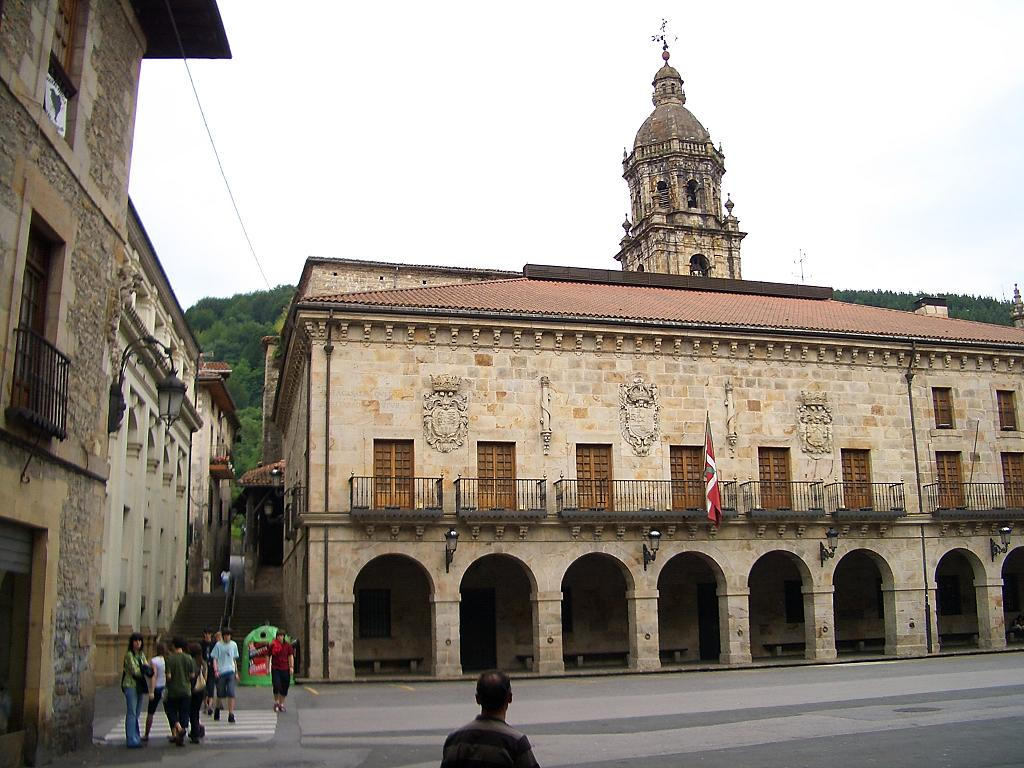
Bergara
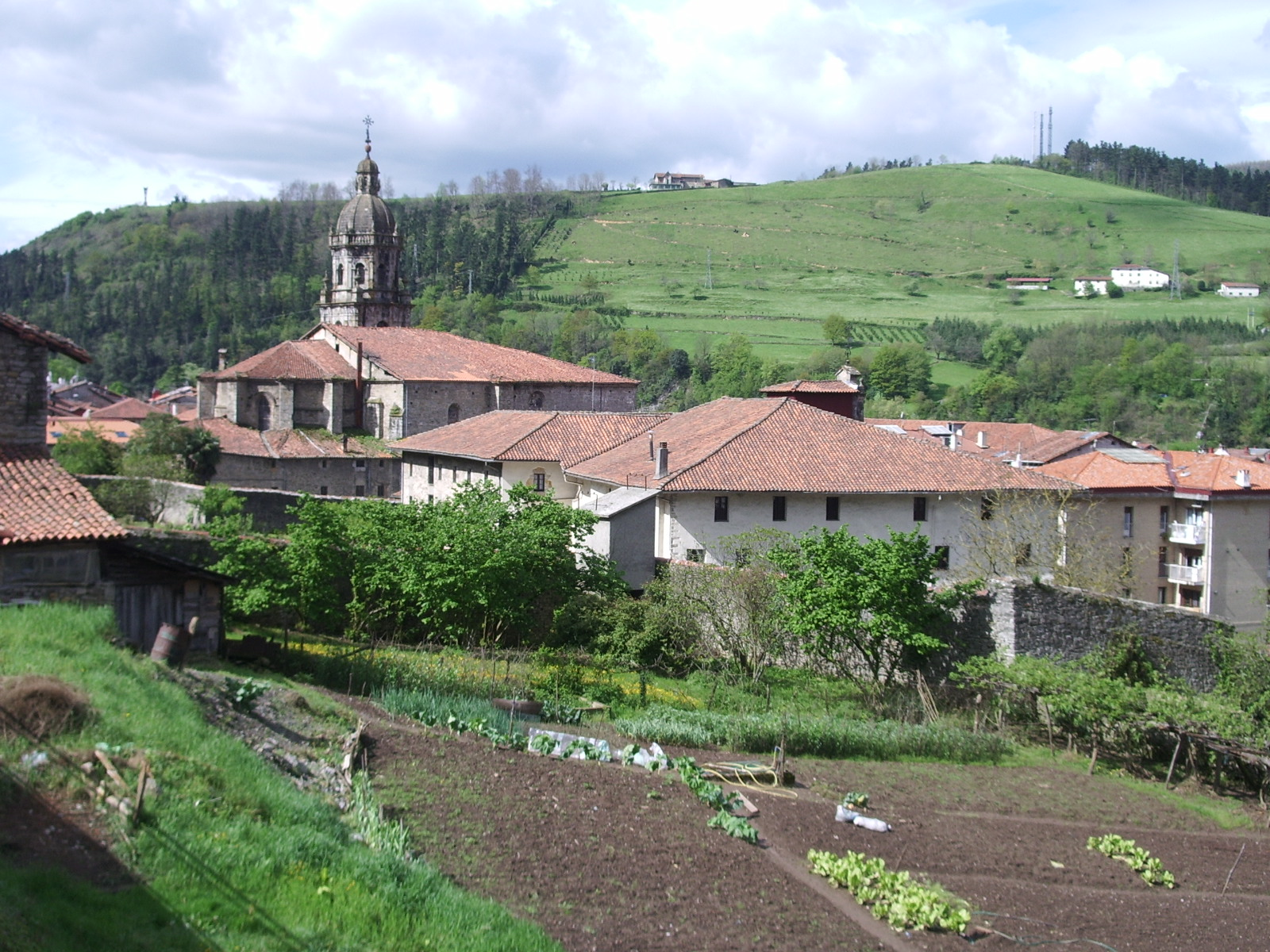
Église de San Pedro de Ariznoa
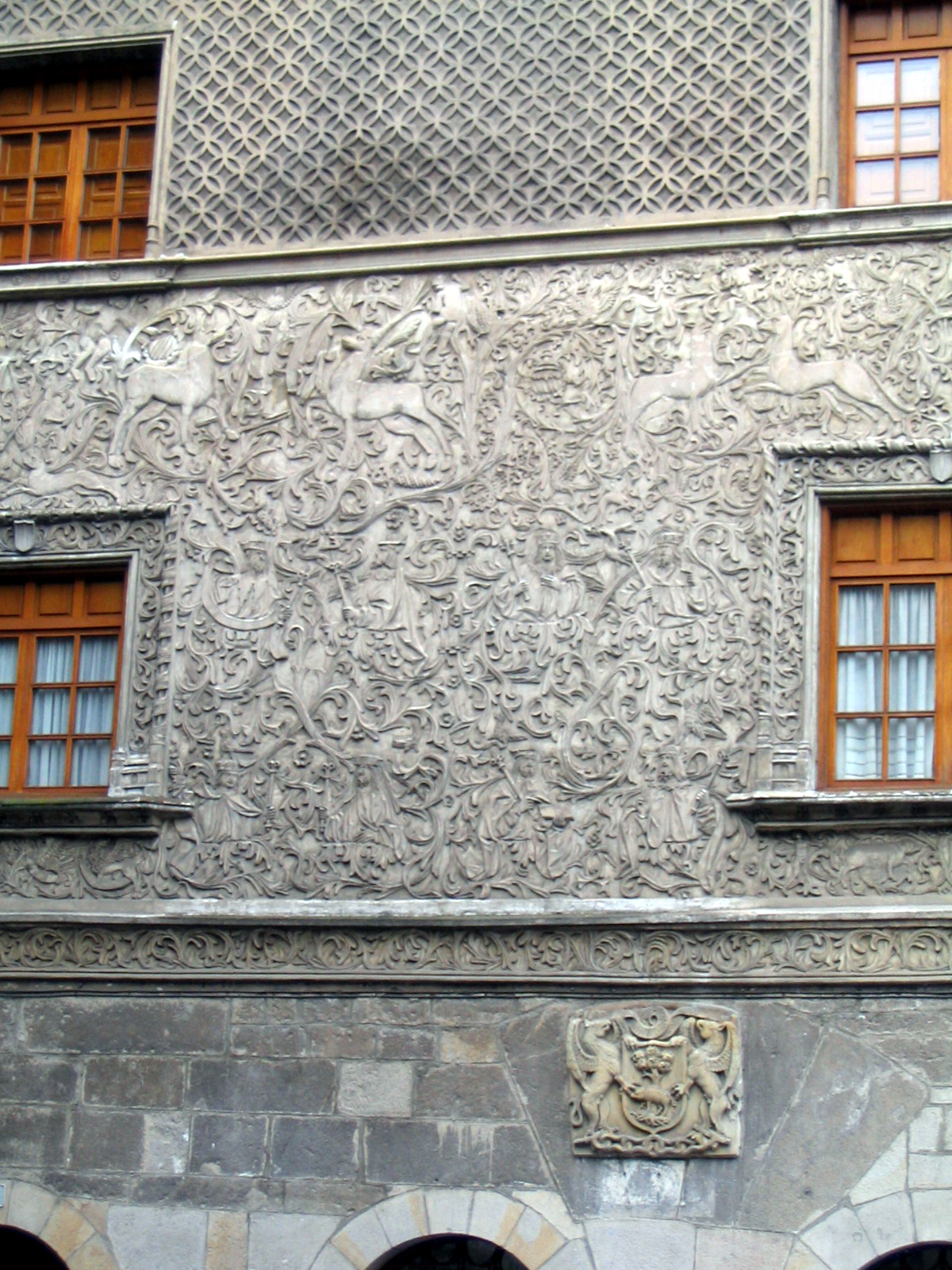
Façade sculptée d'une maison
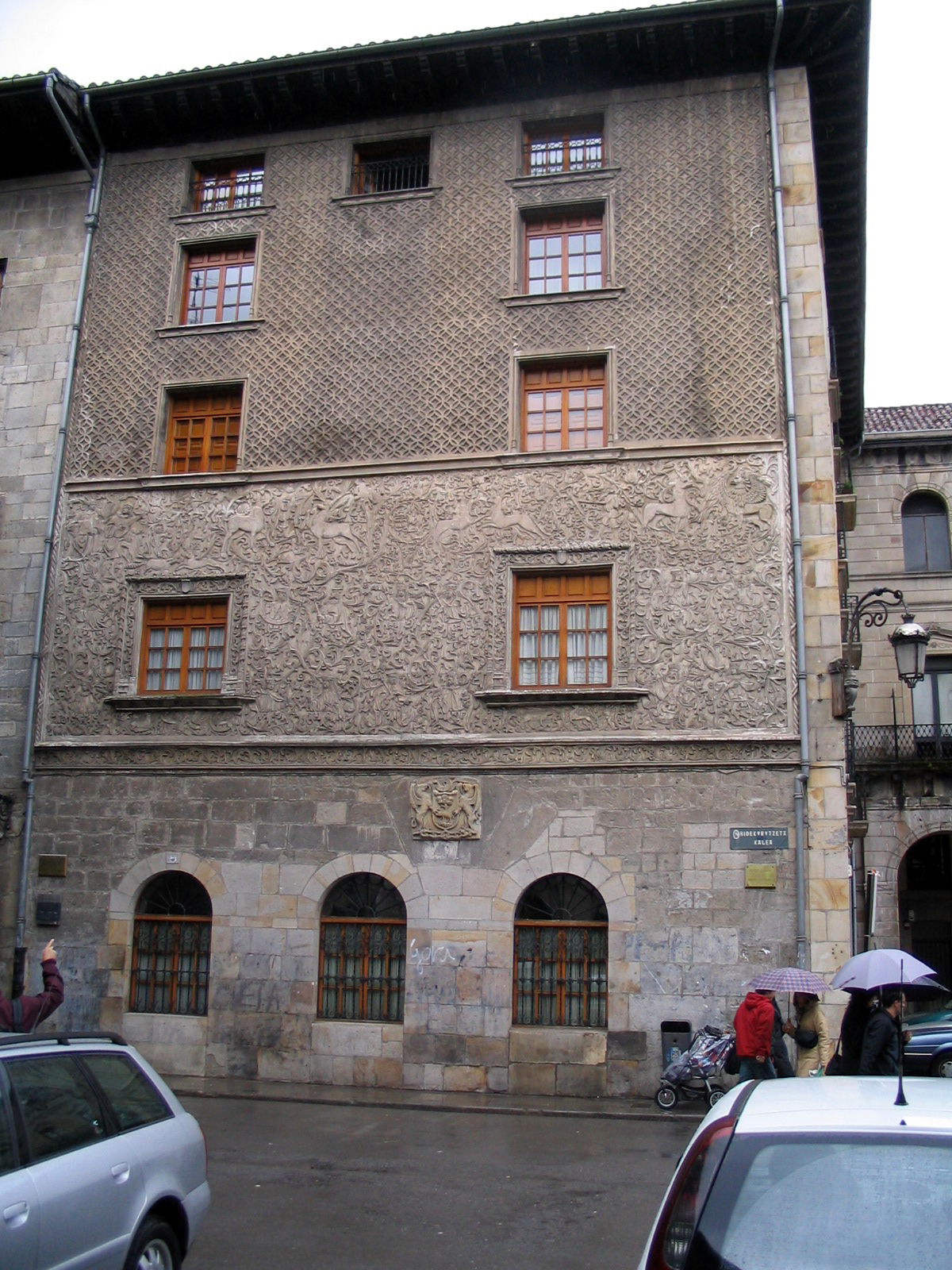
Façade entièrement travaillée

## Personnalités
- Marcial Aguirre Lazcano (1840 – 1900) : sculpteur. Parmi ses œuvres on note le buste de Pío IX, la statue de Churruca à Mutriku, celle de Oquendo à San Sebastián et celle de Jugador Napolitano.
- Juan Hermenegildo Aguirre (1710 – 1785) : géographe, écrivit divers tomes dans cette spécialité qui furent publiés par Du Bois.
- Frère Martín de la Ascensión Aguirre (1567 – 1597) : religieux franciscain et missionnaire. Exerça ses missions à Manille et au Japon. Fut canonisé le 8 juin 1862.
- Antonio Áraoz (1516 – 1573) : religieux Jésuite compagnon d'Ignace de Loyola arriva à être commissaire général de la Compagnie de Jesús en Espagna. Fut confesseur du pape Marcel II lorsqu'il était Cardinal et de Jeanne de Portugal, fille de Charles V.
- Juan Pérez Arispe (? – ?) : Comptable à la maison royale de Castille et comptable principal de la reine Jeanne. Fut chargé d'annoncer la mort de la reine Jeanne à sa famille dans toute l'Europe.
- Pedro Pérez Aristizábal (? – ?) : gouverneur d'Antioche en 1625 et capitaine général de Chicuito.
- Martín Pérez Arostegui (? – ?) : seigneur des impôts de Padul à Grenade.
- Martín Pérez (1544 – 1631) : fils de Martín Pérez Arostegui, prêtre des rois Philippe II et III, de l'ordre de Saint Jacques et commandeur de San Coloido en Sicile.
- Antonio Pérez (? – 1623) : frère de Martín Pérez, il fut le secrétaire du roi au Conseil d'État. Comme son frère, il fut conseiller de l'ordre de Saint Jacques et commandeur de San Coloido en Sicile et comme son père, seigneur des impôts de Padul.
- Martín Arrese (1534 – 1583) : capitaine d'Alexandrie, gouverneur de Ternuinas et vice-roi de Sicile. Il participa à diverses batailles contre les Turcs.
- Pablo José Arriaga (1562 – 1622) : religieux jésuite, fut missionnaire au Pérou, où il eut un rôle important dans la fondation de divers collèges.
- Andrés Ayardi (1602 – 1673) : archevêque de Brindisi (Naples).
- Tomás Ayardi (? – ?) : comptable principal, conseiller de l'hacienda et aussi des ordres militaires.
- Juan Francisco Echazarreta (1817 – ?) : natif de Ormaiztegi, fut maire de Bergara durant une épidémie de choléra qui toucha la ville. Il se fit remarquer par ses efforts, qui permirent une amélioration de la situation de la ville.
- Joanes Elorregui (? – ?) : secrétaire de la chambre et du courrier.
- Juan José Eulate (? – ?) : membre du conseil suprême en 1779.
- Juan Galarza (? – ?) : secrétaire de l'empereur Charles Quint.
- Juan de Gaviria (1570 – 1648) : cavalier du roi et commandant de Palomar en León.
- Domingo Martínez de Irala, connu comme El capitán de Vergara (1500 – 1571) : expéditionnaire et explorateur. Gouverneur général de Rio de la Plata en 1556. Il prit part à la fondation de Buenos Aires et explora le río Parana, découvrant le Paraguay. Il fonda la ville de Candelaria en 1537.
- Juan Irazábal (1576 – 1638) : comptable du roi dans les Indes.
- Joaquín Irizar y Moya (? – ?) : écrivain. Auteur des œuvres Des Eusqueres et de ses erderes, en 3 tomes, ainsi que de  Études d'un Antiquaire pour la Défense de Dieu, De la religion et du Pape, et d'autres ouvrages.
- Hernán Martínez Izaguirre (1442 – 1510) : secrétaire des rois catholiques pendant la guerre de Grenade et capitaine d'infanterie.
- Gabriel Mendizábal (1764 – 1833) : comte du Cuadro de Alba de Tormes, vicomte d'Astorga, cavalier grand croix royale et militant des ordres de San Fernando et San Hermenegildo, lieutenant général des armées nationales et président du tribunal spécial de guerre et marine.
- Juan Monasteriobide (1560 – 1622) : gouverneur et capitaine général de la province de Soconusco; dans les Indes.
- Telesforo Maria de Monzón (1826 – 1889) : docteur en droit civil et canonique, fut directeur du Séminaire Royal de Bergara et de l'Institut Provincial de Guipúzcoa. Fit partie de la Real Academia d'histoire et député aux Cortes, plusieurs fois maire de Bergara.
- Martín Olalde y Vergara (? – ?) : chancelier major et registre royal.
- Martín Pérez Olazabal (1533 – 1602) : général de la carrière des Indes.
- Martín Pérez Gregorio (? – ?) : aide de chambre et garde robe royal.
- Andrés Martínez de Ondarza y Uzarraga (? – 1566) : commandant de l'ordre de Saint Jacques, secrétaire des rois catholiques, comptable de Philippe I et trésorier personnel de Charles V d'Espagne. Fonda le monastère des franciscaines de la Très Sainte Trinité et se chargea de la construction de Vidaurreta, à Oñate.
- Juan Ozaéta (1520 – 1585) : membre de l'ordre de Calatrava, fut corrégidor (maire nommé par le roi) de Leon, Trujillo et Salamanque, capitaine général de Gibraltar et veedor général des États de Milan, Lombardie et Piémont.
- Gabriel Ozaeta (? – ?) : fut page du roi Philippe II d'Espagne.
- Andrés Oxirondo (? – ?) : Officiel du secrétariat de guerre en Flandres et trésorier de la province du Honduras en 1625.
- Antonio Rois Rojas (? – ?) : marquis de Roca-verde. Capellán, escritor y traductor. Tradujo al castellano la obra de San Agustín De la ciudad de Dios y escribió Espejo de perfección, publicado en 1619.
- Melchor Sánchez de Toca y Sáenz de Lobera (1804 – 1880), chirurgien et médecin de la reine Isabelle II.
- Mateo Urquina (? – ?) : secretaire de Philippe III et des archiducs Alberto et Isabel.
- Juan Vergara y Gabiria (? – ?) : maître de camp dans les iles Philippines et lieutenant du gouverneur de Temate et Mallico.
- Pedro Martínez Zavala (? – 1621) : général de marine dans les guerres du Chili.
- Jesús Mari Lazkano (1960) : peintre figuratif.
- Víctor Unamuno Ibarzabal (1909-?) : footballeur.
- Jose Agustin Aranzabal - Gaztelu (1946) : footballeur dans les années 1960 et 1970.
- Telesforo Monzón (1904 – 1981) : politicien. Dirigeant historique du PNV et fondateur de Herri Batasuna.
- Julián de Tellaeche (1884 – 1957) : peintre.
- Telesforo de Aranzadi (1860 – 1945) : anthropologue et ethnologue.
- Domingo Martínez de Irala (1509 – 1556) : conquistador, colonisateur et gouverneur du Paraguay.
- Koldo Elizalde (1878 – 1923).
- Mikel Herzog (*1960) : chanteur compositeur.
- Agustín Aranzabal Alkorta (*1973) : footballeur de la Real Sociedad et du Real Saragosse.
- Aitor Luna (*1981) : acteur de Los hombres de Paco.
- Yon González (*1986) : acteur de El internado
- Ane Miren Alberdi Zubirrementieria: membre de l'ETA, née à Bergara le 7 mai 1948. Arrêtée le 23 janvier 2003 à Dax[16],[17].

### Sources
- (es) Cet article est partiellement ou en totalité issu de l’article de Wikipédia en espagnol intitulé « Vergara » (voir la liste des auteurs).